# Coremacera amoena
Coremacera amoena är en tvåvingeart som först beskrevs av Friedrich Hermann Loew 1853.  Coremacera amoena ingår i släktet Coremacera och familjen kärrflugor. Inga underarter finns listade i Catalogue of Life.